# Mina El Inglés
La mina El Inglés es una mina chilena, ubicada en la Región del Libertador General Bernardo O'Higgins, a 15 km al noroeste de Rancagua. Es el yacimiento más antiguo en el distrito minero de Chancón.
La mina se encuentra en la formación Farellones, y se compone de un sistema de vetas desde donde se extrae principalmente cobre, así como oro y estaño en menor cantidad. Tiene una extensión de unas diez hectáreas, estando emplazada entre las quebradas Anita y La Mina, en la zona de la ladera nororiental de la Cordillera de la Costa en la región.
Fue propiedad de la Empresa Nacional de Minería en la década de 1970. En 1975, la planta de tratamiento de El Inglés inició sus actividades, mediante la sociedad contractual minera denominada Minera El Inglés. A contar de 1984, la empresa fue adquirida por CEMIN y benefició minerales auríferos propios y de compra mediante el proceso de flotación hasta 1998. El 29 de diciembre del 2011, la Compañía Minera Graneros adquirió la empresa, modificando a contar del 19 de marzo del 2012 su razón social a Compañía Minera El Inglés.
En la década de 1950, se grabó en la mina la película «Llampo de sangre», basada en la novela homónima del rancagüino Oscar Castro.